# 馬達加斯加系列
《馬達加斯加》（英語：Madagascar）是由夢工廠動畫公司製作的美國動作喜劇電腦動畫。

## 電影

### 主要電影

#### 《馬達加斯加》（2005）
《馬達加斯加》是2005年電腦動畫喜劇電影，也是系列首部電影，由湯姆·麥葛瑞斯和埃里克·達奈爾執導。電影講述中央公園動物園的四隻動物：獅子愛力獅（班·史提勒飾）、斑馬馬蹄（克里斯·洛克飾）、長頸鹿長頸男（大衛·史威默飾）和河馬河馬莉（潔達·蘋姬·史密斯飾），牠們本來過著舒適的圈養生活，但在一次意外中漂流到馬達加斯加島上。
電影獲得了商業上的成功，全球票房收入超過5.32億美元。

#### 《馬達加斯加2》（2008）
《馬達加斯加2》是2008年電腦動畫喜劇冒險片，2005年電影《馬達加斯加》的續集，由湯姆·麥葛瑞斯和埃里克·達奈爾執導。電影繼續了愛力獅、馬蹄、長頸男和河馬莉的冒險，牠們試圖利用飛機返回紐約，但因意外迫降非洲。
電影全球票房收入超過6.03億美元。

#### 《馬達加斯加3：歐洲大圍捕》（2012）
《馬達加斯加3：歐洲大圍捕》是2012年電腦動畫喜劇電影，系列第三部電影，由湯姆·麥葛瑞斯、埃里克·達奈爾和康拉德·威儂執導。電影中愛力獅、馬蹄、長頸男和河馬莉仍然努力希望回到紐約。這次，牠們的旅程將到達歐洲，並買下了一個失敗的馬戲團。牠們與馬戲團的成員成為朋友，例如海獅史帝方諾（馬丁·肖特飾）、老虎偉大力（布萊恩·克蘭斯頓飾）、美洲豹嬌嬌（潔西卡·崔絲坦飾）和熊桑妮亞（法蘭克·維爾克飾），朱利安國王（沙查·巴隆·科恩飾）的真愛。即使遇上狂熱的摩納哥動物管制局杜波娃隊長（法蘭西絲·麥朵曼飾）無情地追捕，牠們仍然能夠壯觀地振興了馬戲團表演事業。到最後，動物園的動物們終於回到了紐約，但牠們發現動物園生活並沒有想像得那麼美好，最後決定留在馬戲團生活。

#### 《馬達加斯加4》（TBA）
夢工廠動畫公司CEO傑佛瑞·凱森柏格表示可能會製作第四部電影。然而在2012年6月，夢工廠動畫公司的全球市場營銷負責人安妮·科比說「現在還為時過早，對於第四部電影並沒有太多的討論。」前三部電影的導演埃里克·達奈爾談到第四部電影的可能性：「有兩件事情須要發生，第一是觀眾希望有《馬達加斯加4》，因為如果他們不想要的話，我們做什麼也沒有用。而另一件事是即使觀眾想要《馬達加斯加4》，我們必須確保我們有一個不可思議、很棒和意想不到的的想法。如果觀眾想要和我們有一個好想法，也許有吧。」在2014年6月12日，電影預定於2018年5月18日上映。在2015年1月，電影在公司重組和夢工廠動畫公司每年上映兩部電影的新政策下被砍。2017年4月，湯姆·麥葛瑞斯說：「有某些作品還沒有對外宣布，但我認為他們將會再次出現的...」

### 外傳電影

#### 《馬達加斯加爆走企鵝》（2014）
2005年，一部以企鵝為主角的錄影帶首映電影推出。當首部《馬達加斯加》電影上映後，企鵝電影計劃於2009年上映。在2011年3月，宣布企鵝們將會有自己的電影，與2011年電影《鞋貓劍客》相似，並由《蜜蜂電影》的導演西蒙·J·史密斯執導，拉娜·布瑞製片和《麥克邁：超能壞蛋》編劇阿倫·J·許科爾克拉夫特和布倫特·西蒙斯編寫劇本。2012年7月，在聖地亞哥國際漫畫展上宣布電影命名為《馬達加斯加爆走企鵝》和將於2015年上映。《馬達加斯加的企鵝》其中一位製片人鮑伯·斯利說這部電影與同名電視動畫無關，但他補充，這可以隨時改變的。2012年9月，二十世紀福斯和夢工廠動畫公司宣布上映日期為2015年3月27日，而且會有新的編劇麥可·科爾頓和約翰·阿布德加入。2013年8月，據報導班奈狄克·康柏拜區將為放風所成員秘密探長配音，約翰·馬克維奇為電影中充滿魅力的反派大章博士（章魚戴夫）配音。2014年5月20日，電影提前至2014年11月26日上映，與《好家在一起》的上映檔期對調。

## 電視影集

### 《馬達加斯加的企鵝》
馬達加斯加的企鵝在Nickelodeon中播放，在與《馬達加斯加》電影完全分開和非規範的情況下，系列跟隨四隻企鵝：老大（企鵝領導）、卡哇伊（最聰明的）、涼快（最瘋狂的）和菜鳥（最年輕的）在中央公園動物園的冒險。

### 《朱利安國王萬歲》
《朱利安國王萬歲》是由馬達加斯加的狐猴朱利安國王主演的電視影集，故事發生在馬達加斯加，在第一部電影之前。該系列於2014年12月19日在Netflix推出。

## 電影短片

### 《企鵝聖誕歷險記》
《企鵝聖誕歷險記》是一部電腦動畫短片，全長12分鐘，在2005年10月7日與《酷狗寶貝之魔兔詛咒》一同首映。故事發生在聖誕夜，電影中的四隻中央公園動物園企鵝發現其中一隻失踪。

## 電視特別節目

### 《馬達加斯加：聖誕快樂》
《馬達加斯加：聖誕快樂》是2009年11月在NBC網上首播的聖誕節特輯。故事似乎發生在第一部和第二部電影之間。聖誕老人的雪橇墜毀在馬達加斯加島上和失去記憶，愛力獅、馬蹄、長頸男和河馬莉成為聖誕老人把聖誕禮物送出。

### 《馬達加斯加：瘋狂情人節》
《馬達加斯加：瘋狂情人節》是情人節為主題的電視特輯，並於2013年1月9日發行影碟。故事似乎發生在第二和第三部電影之間，講述朱利安國王發現一瓶魔法香水，並開始把它賣給水坑的居民，使馬蹄變得有吸引力，而老大和其他企鵝則為他的娃娃女朋友組織救援任務。

## 反響

### 票房成績
| 電影                        | 美國上映日     | 票房收入     | 票房收入    | 票房收入    | 預算         | 參考                        |
| 電影                        | 美國上映日     | 北美         | 其他地區    | 全球        | 預算         | 參考                        |
| --------------------------- | -------------- | ------------ | ----------- | ----------- | ------------ | --------------------------- |
| 《馬達加斯加》              | 2005年5月27日  | 1.93億美元   | 3.39億美元  | 5.32億美元  | 7千8百萬美元 | [ 20 ] [ 21 ]               |
| 《馬達加斯加2》             | 2008年11月7日  | 1.8億美元    | 4.23億美元  | 6.03億美元  | 1.5億美元    | [ 22 ]                      |
| 《馬達加斯加3：歐洲大圍捕》 | 2012年6月8日   | 2.16億美元   | 5.3億美元   | 7.46億美元  | 1.45億美元   | [ 23 ]                      |
| 馬達加斯加電影              | 馬達加斯加電影 | 5.89億美元   | 12.93億美元 | 18.83億美元 | 3.7億美元    | [ 24 ] [ 25 ]               |
| 《馬達加斯加爆走企鵝》      | 2014年11月26日 | 8千3百萬美元 | 2.9億美元   | 3.73億美元  | 1.32億美元   | [ 26 ] [ 27 ]               |
| 合計                        | 合計           | 6.56億美元   | 14.28億美元 | 22.57億美元 | 5.02億美元   | [ 24 ] [ 25 ] [ 28 ] [ 29 ] |

### 專業評價
| 電影                        | 爛番茄          | Metacritic    | CinemaScore |
| --------------------------- | --------------- | ------------- | ----------- |
| 《馬達加斯加》              | 55% (185篇評論) | 57 (36篇評論) | A-          |
| 《馬達加斯加2》             | 64% (150篇評論) | 61 (25篇評論) | A-          |
| 《馬達加斯加3：歐洲大圍捕》 | 79% (129篇評論) | 60 (26篇評論) | A           |
| 《馬達加斯加爆走企鵝》      | 71% (98篇評論)  | 53 (31篇評論) | A-          |

## 外部連結
- 互联网电影数据库（IMDb）上《馬達加斯加》的资料（英文）
- 互联网电影数据库（IMDb）上《馬達加斯加2》的资料（英文）
- 互联网电影数据库（IMDb）上《馬達加斯加3：歐洲大圍捕》的资料（英文）
- 互联网电影数据库（IMDb）上《馬達加斯加爆走企鵝》的资料（英文）